# Lee Majors
Lee Majors, född Harvey Lee Yeary den 23 april 1939 i Wyandotte i Wayne County, Michigan, är en amerikansk skådespelare.
Han blev tidigt föräldralös och växte upp i en adoptivfamilj. Under skoltiden var han en mycket duktig fotbollsspelare. Efter avslutad skolutbildning tackade han nej till ett erbjudande att bli professionell fotbollsspelare. Istället jagade han runt i filmstudierna i Hollywood i förhoppningen att bli filmstjärna, medan han försörjde sig som gymnastikinstruktör. Så småningom fick han biroller i TV-serier såsom The Big Valley och  Mannen från Virginia. Det stora genombrottet kom 1973 i serien The Six Million Dollar Man. För svensk TV-publik är han även känd från Stuntmannen 1981–1986. Han spelade också Max Tenyson i Ben 10: Race Against Time (2007).
Åren 1973–1982 var han gift med skådespelerskan Farrah Fawcett (1947–2009).

## Filmografi i urval
- 1968 – Will Penny
- 1970 – Natten de tystade L.B. Jones
- 1970 – Weekend of Terror
- 1976 – Francis Gary Powers: The True Story of the U-2 Spy Incident
- 1978 – Vikingarnas hämnd
- 1979 – Killer Fish
- 1980 – 7 vilda män
- 1980 – Agency
- 1980 – High Noon, Part II
- 1981 – Den sista jakten
- 1983 – Starflight One
- 1989 – Förrädare till salu
- 1993 – Mördande Modell
- 1994 – Bionic Ever After?
- 1997 – Räddningen
- 2001 – Snowbiz!
- 2003 – Fate
- 2004 – The Trail to Hope Rose
- 2006 – Lightspeed
- 2006 – Waitin' to Live
- 2007 – The Brothers Solomon
- 2007 – Ben 10: Race Against Time
- 2009 – The Adventures of Umbweki
- 2010 – Johnny
- 2010 – Corruption.Gov
- 2011 – Jerusalem Countdown
- 2013 – Spring Break '83
- 2013 – Matt's Chance